# Pozzaglia Sabina
Pozzaglia Sabina – miejscowość i gmina we Włoszech, w regionie Lacjum, w prowincji Rieti.
Według danych na rok 2004 gminę zamieszkiwało 411 osób, 16,4 os./km².